# بيتر هولمان
بيتر هولمان (بالإنجليزية: Peter Holman)‏ هو عالم موسيقى بريطاني، ولد في 19 أكتوبر 1946 في لندن في المملكة المتحدة.

## وصلات خارجية
- بيتر هولمان على موقع ميوزك برينز (الإنجليزية)
- بيتر هولمان على موقع أول ميوزيك (الإنجليزية)
- بيتر هولمان على موقع ديسكوغز (الإنجليزية)